# Плаушевский, Владимир Яковлевич
Влади́мир Я́ковлевич Плауше́вский (1902 — 7 ноября 1941, Чёрное море) — капитан 3-го ранга ВМФ СССР, командир теплохода «Армения» Черноморского флота ВМФ СССР, погибшего 7 ноября 1941 года в результате налёта люфтваффе.

## Биография
Родился в 1902 году. Русский по национальности. Участвовал в Гражданской войне, на момент начала Великой Отечественной войны был беспартийным. Был женат, воспитал дочь. Призван в 1941 году в советскую армию Ильичевским райвоенкоматом.
Как командир теплохода «Армения» Черноморского флота, Плаушевский участвовал в эвакуации раненых солдат и мирных жителей из городов Черноморья, а также доставке припасов для войск. 21 июля доставил в Мариуполь припасы для войск Южного фронта; участвовал в переброске личного состава 157-й стрелковой дивизии из Новороссийска в Одессу, что 22 сентября способствовало отражению наступления румынской армии. 9 октября был атакован четырьмя пикирующими бомбардировщиками, сбросившими 16 крупных бомб, однако благодаря действиям зенитной артиллерии сумел избежать попаданий бомб в корабль. 16 октября вывез главные силы 95-й стрелковой дивизии из Одессы в Севастополь. В ходе 15 рейсов в Одессу и обратно им были перевезены около 16 тысяч человек. Все рейсы «Армения» совершала в сопровождении эсминца «Беспощадный». Несмотря на то, что на судне были нанесены опознавательные знаки, классифицировавшие его как санитарное, но одновременно оно несло зенитное вооружение и выполняло воинские перевозки, что выводило его за рамки конвенции. Сам Плаушевский не раз говорил, что немцы будут игнорировать все конвенции, запрещающие нападения на подобные корабли.
Вечером 6 ноября в 19:00 Плаушевский должен был вывести «Армению» из Севастополя с находящимися на борту теплохода сотрудниками военных госпиталей и эвакуированными мирными жителями, а затем проследовать в Туапсе, однако позже время выхода перенесли на 17:00. Сопровождение обеспечивал небольшой морской охотник 041 под командованием старшего лейтенанта П. А. Кулашова. 7 ноября 1941 года в 2:40 «Армения» совершила плановую остановку в Ялте для эвакуации ещё одной большой группы раненых, партийных чиновников и персонала НКВД. Во время стоянки в Ялте поступил приказ командующего Черноморским флотом Филиппа Октябрьского о запрете выхода судна из порта до 19:00 в связи с отсутствием авиационного прикрытия, хотя даже в порту Ялты транспорт не был защищён ни береговой зенитной артиллерией, ни средствами маскировки. Старший морской начальник Ялты Иван Бурмистров настаивал на том, чтобы Плаушевский не выходил утром из порта, а ждал наступления темноты, но тот ответил, что ему поступил приказ начальника штаба адмирала Елисеева, который требовал немедленно выходить сразу после погрузки. В 8:00 судно вышло в сторону Туапсе, а в 11:25 было атаковано немецкими торпедоносцами. Через 4 минуты после попадания торпед судно затонуло: спаслись, по разным оценкам, от 6 до 82 человек. Плаушевского среди спасшихся не было.
Приказом по Черноморскому флоту от 7 мая 1942 года №28с Владимир Яковлевич Плаушевский был награждён орденом Боевого Красного Знамени посмертно с формулировкой «за образцовое выполнение боевых заданий Командования на фронте борьбы с немецкими захватчиками и проявленные при этом доблесть и мужество». В наградном листе указано его звание «капитан-лейтенант», хотя в ряде других документов (в том числе об учёте потерь) значится звание «капитан 3-го ранга».

## Память
В 1970 году его именем был назван сухогруз. Его имя также выбито на скрижалях Аллеи Славы в Одессе около могилы Неизвестного матроса.